# Estação Lindavista
A Estação Lindavista é uma das estações do Metrô da Cidade do México, situada na Cidade do México, entre a Estação Instituto del Petróleo e a Estação Deportivo 18 de Marzo. Administrada pelo Sistema de Transporte Colectivo, faz parte da Linha 6.
Foi inaugurada em 8 de julho de 1986. Localiza-se no cruzamento da Avenida Instituto Politécnico Nacional com a Rua Colector 13. Atende o bairro Lindavista, situado na demarcação territorial de Gustavo A. Madero. A estação registrou um movimento de 6.429.652 passageiros em 2016.